# Robinson Crusoe (film 1997)
Robinson Crusoe – amerykański film przygodowy z 1997 roku na podstawie powieści Daniela Defoe.

## Obsada
- Pierce Brosnan – Robinson Crusoe
- William Takaku – Piętaszek
- Polly Walker – Mary McGregor
- Ian Hart – Daniel Defoe
- James Frain – Robert/Wydawca Defoe
- Damian Lewis – Patrick Connor
- Ben Robertson – James/Brat Patricka
- Martin Grace – kapitan Braga
- Lysette Anthony – Pani Crusoe

## Fabuła
Do Daniela Defoe przybywa pewien mężczyzna, który chce przedstawić historię swojego życia. Nazywa się Robinson Crusoe. Wstąpił na brytyjski okręt po tym, jak w pojedynku zabił swojego przyjaciela zakochanego w Mary. Podczas rejsu pojawia się sztorm, który niszczy statek. Robinson jako jedyny przeżył katastrofę i trafia na bezludną wyspę. Bujna przyroda daje mu szanse przetrwać, ale doskwiera mu samotność. Niestety, miejsce jego ocalenia nazywa się Wyspą Śmierci, gdzie przybywają ludożercy dokonując swoich rytuałów. Robinson ratuje od śmierci jednego z ludzi...